# Der tudes i Byhornet, Reersø
|  | Denne artikel er oprettet af botten Steenthbot ud fra en ekstern database. Den kan derfor have sproglige fejl eller mangler. Denne skabelon kan fjernes efter kontrol af indholdet. |

Der tudes i Byhornet, Reersø er en dansk dokumentarisk optagelse fra 1932.

## Handling
Der tudes i byhornet i anledning af et dæmningsarbejde, hvortil bymændene tilsiges. Rundgang i byen. Gårdene er ikke udflyttede. Oldermanden giver sin søn besked om at tude i hornet og fremsige bekendtgørelsen. Juli 1932.